# Songthela xianningensis
Espèce
Synonymes
- Heptathela xianningensis Yin, Tang, Zhao & Chen, 2002

Songthela xianningensis est une espèce d'araignées mésothèles de la famille des Liphistiidae.

## Distribution
Cette espèce est endémique du Hubei en Chine,. Elle se rencontre à Xianning.

## Description
La femelle holotype mesure 14,30 mm.

## Systématique et taxinomie
Cette espèce a été décrite sous le protonyme Heptathela xianningensis par Yin, Tang, Zhao et Chen en 2002. Elle est placée dans le genre Songthela par Xu, Liu, Chen, Ono, Li et Kuntner en 2015.

## Étymologie
Son nom d'espèce, composé de xianning et du suffixe latin -ensis, « qui vit dans, qui habite », lui a été donné en référence au lieu de sa découverte, Xianning.

## Publication originale
- Yin, Tang, Zhao & Chen, 2002 : « Two new species of the genus Heptathela from China (Araneae: Liphistiidae). » Acta arachnologica sinica, vol. 11, p. 18-21.